# Kinixys
Kinixys är ett släkte av sköldpaddor som beskrevs av den brittiske zoologen Thomas Bell 1827. Kinixys ingår i familjen landsköldpaddor.

## Arter
Arter enligt Catalogue of Life:
- Kinixys belliana
- Kinixys erosa
- Kinixys homeana
- Kinixys lobatsiana
- Kinixys natalensis
- Kinixys spekii

The Reptile Database listar ytterligare två arter:
- Kinixys nogueyi
- Kinixys zombensis